# Mohammed Rafi
Madambillath Mohammed Rafi (ur. 24 maja 1982) – indyjski piłkarz, grający na pozycji napastnika w klubie Churchill Brothers SC.

## Kariera klubowa
Mohammed Rafi rozpoczął swoją karierę w występującym w lidze stanu Kerala klubie State Bank of Travancore w 2003 roku. W latach 2006–2010 był zawodnikiem klubu Mahindra United. Z Mahindrą zdobył mistrzostwo Indii w 2006. W 2010 został uznany Piłkarzem roku I-League. Od 2010 jest zawodnikiem Churchill Brothers SC.

## Kariera reprezentacyjna
W reprezentacji Indii Rafi zadebiutował w 2010. 9 stycznia 2011 Rafi zastąpił w kadrze na Puchar Azji Sushila Kumara Singha. Dotychczas rozegrał w reprezentacji 4 spotkania.